# Серафимов, Сергей Саввич
Сергей Саввич Серафимов (14 октября 1878, Трапезунд — 21 ноября 1939, Ленинград) — русский и советский архитектор и преподаватель.

## Биография
В 1901 году окончил Одесское художественное училище и в том же году поступил в Высшее художественное училище при Императорской Академии художеств.
В 1905 году участвовал в революционном движении и на два года прерывал учёбу в академии. В это время работал у архитектора Ф. Лидваля и принимал участие в разработке интерьеров в гостинице «Европейская» в Петербурге.
Дипломную работу «Государственная дума» выполнил в 1910 году (мастерская А. Н. Померанцева).
Преподаватель ПГСХМ — ВХУТЕИНа — ЛВХТИ (бывш. Академии художеств); после реорганизации — ИЖСА (с 1934 года). Проректор по учебной части. Профессор. Доктор архитектурных наук.
Похоронен в Ленинграде на «Литераторских мостках» Волкова кладбища.

## Постройки
- Дом жилой доходный А. К. Бенигсена на Среднем пр. В. О., д. 51-53, угол 12-й линии (1909 г., планировка И. А. Претро, 1911—1912 гг.);
- Главное казначейство на наб. Фонтанки, д. 70-72 (1912—1915 гг., совместно с Д. М. Иофаном, при участии С. С. Корвин-Круковского);
- Дом Государственной промышленности УССР — Госпром (1925 г., соавторы: С. М. Кравец, М. Д. Фельгер; инж. П. П. Роттерт; конкурс, 1-я премия; осуществлён в 1925—1928 гг.);
- Дом проектных организаций — изначально Дом Правительства Украинской ССР, ныне — Главный корпус Харьковского университета (1927 г.; соавтор М. А. Зандберг-Серафимова; конкурс, 2-я премия);

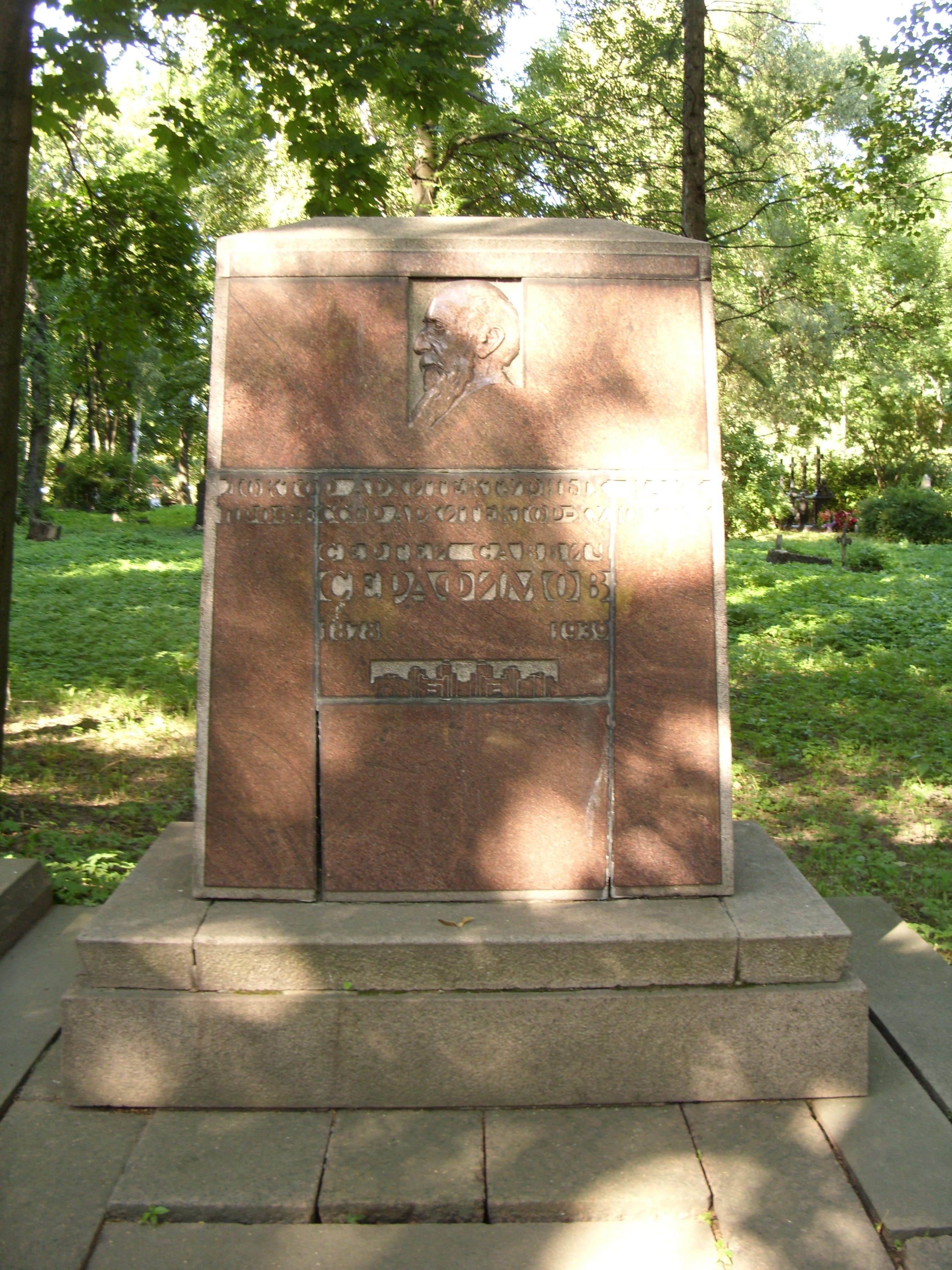
Надгробие на могиле С. С. Серафимова

## Неосуществлённые проекты
- Министерство торговли и промышленности на наб. Макарова, д. 8 (1912 г.; конкурс, 1-я премия);
- Дворец Труда Нарвского района в Петрограде;
- Библиотека им. Ленина в Москве (1928 г., соавтор М. А. Зандберг-Серафимова; всесоюзный конкурс; 4-я премия);
- Дом Правительства Белорусской ССР в Минске (конкурс);
- Дом Советов Карело-Финской ССР в Петрозаводске (1934 г.);
- Народный дом в Риге (до 1930 г., соавтор М. А. Зандберг-Серафимова; конкурс);